# Grigorij Sevastjanovič Agešin
‎
Grigorij Sevastjanovič Agešin, sovjetski (ruski) častnik in heroj Sovjetske zveze, * 15. februar 1915, Saratov, Ruski imperij, † 8. februar 1982, Arkadak, Saratovska oblast, Sovjetska zveza.

## Življenjepis
Leta 1941 je vstopil v Rdečo armado. Od julija 1941 do julija 1944 je bil pripadnik partizanske brigade Za Sovjetsko Belorusijo, sprva kot navadni partizan, potem pa kot poveljnik diverzantskega voda.
Pozneje je postal izvidnik 3. bataljona 1281. strelskega polka 60. strelske divizije. Sodeloval je v bitki za Varšavo in za Berlin.
Po vojni je bil upravnik zadruge.

## Odlikovanja
- heroj Sovjetske zveze: 27. februar 1945 (№ 8781)
- red Lenina